# Volkenschwand
Volkenschwand è un comune tedesco di 1 616 abitanti, situato nel land della Baviera.